# Zahradní město

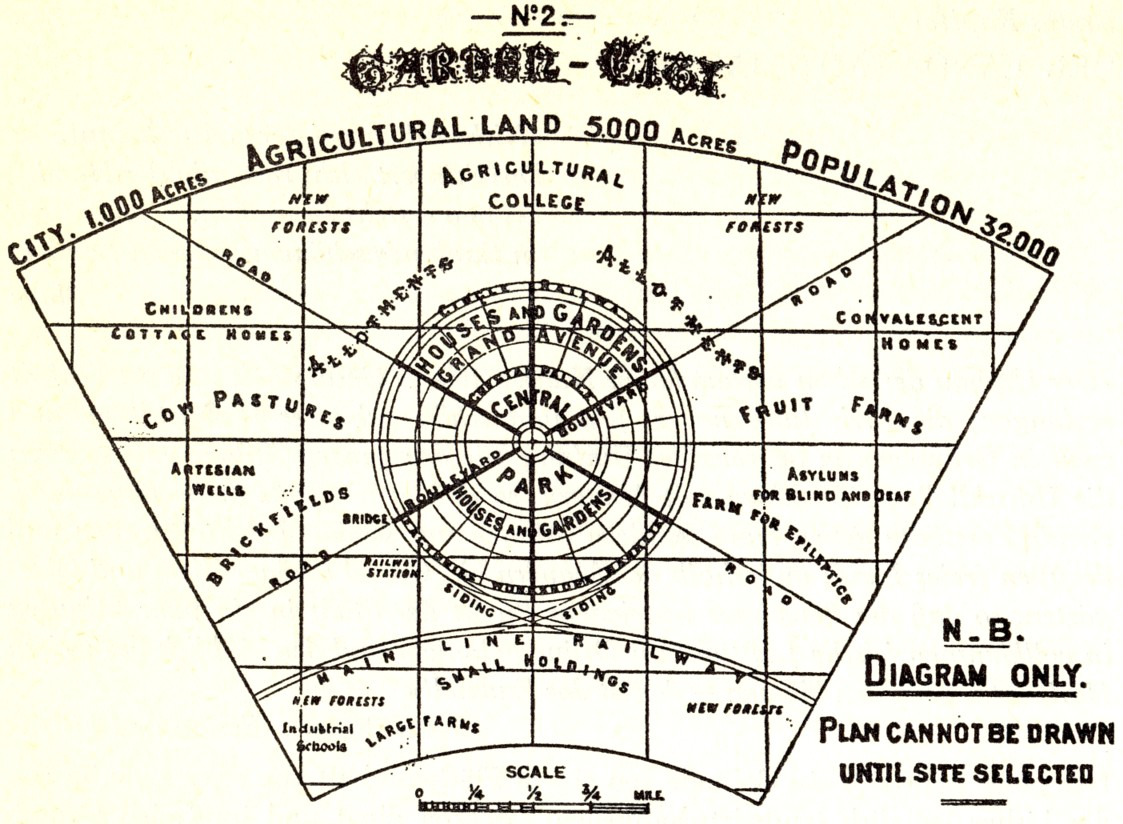
Zahradní město podle Ebenezera Howarda

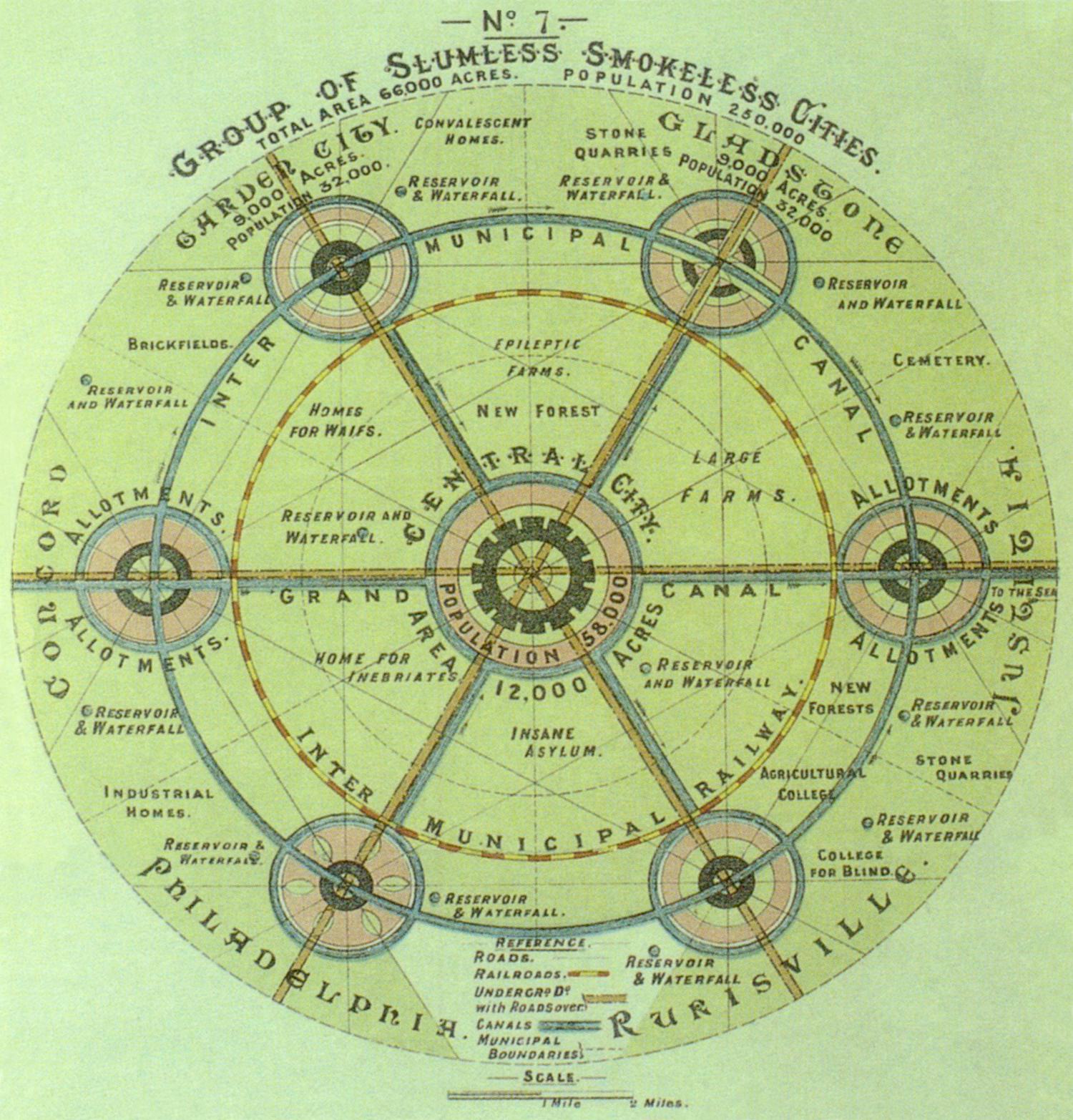
Koncepce zahradních měst podle Ebenezera Howarda

Zahradní město je moderní typ plánovitě budované městské sídelní zástavby rodinnými domky, jehož koncepce vznikla v Anglii pod vlivem sociálního utopismu v reakci na průmyslovou revoluci a migraci obyvatelstva z venkova do měst jako alternativa k nekoncepčně vznikajícím a hygienicky i esteticky podřadným chudinským dělnickým koloniím a slumům. Původním záměrem bylo zajistit i nižším vrstvám přijatelné a zdravé bydlení a prostředí, později byly podle podobného vzoru budovány i luxusní zahradní čtvrti pro vyšší střední třídu.

## Koncepce
Předchůdci zahradních měst byla experimentální osada New Harmony, kterou navrhl Robert Owen. Podobnými myšlenkami se zabývali i další sociální utopisté, například Charles Fourier a Henri de Saint-Simon.
Za autora myšlenky zahradních měst je považován Ebenezer Howard, původním vzděláním stenograf samouk. S problematikou řízení města se seznámil jako stenograf londýnské městské rady. Jeho ústředním motivem bylo spojení výhod venkovského a městského bydlení, jeho specifickým přínosem je myšlenka, že zahrada má být přirozenou součástí bytu. Hlavními inspiračními zdroji byly:
- návrhy prof. Wakefielda a Marshalla na organizované stěhování obyvatelstva
- systém pozemkové údržby navržený Thomasem a Herbertem
- vzorné město Josepha B. Buckinghama

Své myšlenky vtělil do spisku To-morrow - A Paceful Path To Real Reform, který vydal rok 1898, nové vydání pak pod názvem Garden Cities Of To-morrow.
Howardem popisovaný vzor okrouhlého zahradního města, určeného pro asi 30 000 obyvatel, má uprostřed kruhový ústřední park, kolem nějž jsou soustředěny veřejné budovy, obklopené sady. Ze středu vychází 6 radiálních tříd (boulevard), které jsou protínány soustavou soustředných prstencových kruhových tříd (avenue), lemovaných stromořadími. Prostřední z nich, Grand Avenue, je pásem veřejné zeleně, v němž jsou další veřejné budovy. Design rodinných domů není unifikován, dbá se pouze na koncepci a linii ulice. Zástavbu obepíná okružní železnice, kolem níž je soustředěn průmysl. Vně železničního okruhu jsou rekreační území a zemědělské pásmo. Náklady města mají být hrazeny z výběru pozemkového nájemného, zahrnujícího i daňovou rentu, přičemž pozemky mají zůstat ve veřejném vlastnictví. Základním sortimentem má být město zásobováno z vlastních zdrojů. Ve výrobní sféře podporoval volnou soutěž podnikatelů. Zahradní město je navrženo jako uzavřený celek, koncepce nepočítá s plynulým rozrůstáním města. Počítá se s tím, že dceřiná města by vznikla zopakováním téhož schématu v sousední oblasti, tedy jako prstenec měst kolem mateřského města. Z těchto zásad byly při realizaci činěny téměř vždy značné ústupky, protože zahradní města byla vždy navrhována do již urbanizovaného prostoru.

## Realizace
Dílo vzbudilo značný ohlas a byl přijato jako praktický návod. Roku 1903 začalo vznikat první zahradní město, Letchworth, a po něm v roce 1905 londýnské zahradní předměstí Hampstead Garden Suburb (realizátorem obou byli Barry Parker a Raymond Unwin), od roku 1920 pak Welwyn City v klasicistním stylu (realizoval Louise de Soissons). Dalšími realizátory jeho myšlenek byli například Rus Vladimir Semjonov (zahradní sídliště Prozorovskaja). V Británii vznikla roku 1899 Asociace zahradních měst, která v roce 1901 měla již 1300 členů.
V českých zemích koncepce zahradních měst nalezla ohlas po vzniku Československa, třebaže šlo pouze o převzetí několika prvků, nikoliv realizaci koncepce jako celku. Přihlásila se k ní Státní regulační komise, vzniklá roku 1920, moderním řešením byl nakloněn její mnohaletý (1923–1938)) předseda Eustach Mölzer. Touto komisí vytvořený regulační plán Velké Prahy vycházel z urbanismu wagnerovské moderny, anglického zahradního města a hnutí za bytovou reformu. Za první a nejznámější pražské zahradní město je považována pražská čtvrť Ořechovka, budovaná od roku 1919 podle projektu Jaroslava Vondráka a Jana Šenkýře. Další zahradní čtvrti vznikaly na Smíchově, v Břevnově, ve Strašnicích a na Vinohradech. Mezi nejkvalitnější je řazena čtvrť Ve Stromkách na Vinohradech, budovaná v letech 1923–1928 pro družstvo městských úředníků, novinářů a spisovatelů podle projektu Tomáše Pražáka, Pavla Moravce a Ladislava Machoně. Mezi poslední pražská zahradní města patří Spořilov (navrhl roku 1924 prof. Josef Barek), začátkem 30. let pak Zahradní Město (původním pravopisem Zahradní město). Havrda s Kučou z pražských zahradních měst jmenují Spořilov, Ořechovku a Hřebenku; v témž období byly založeny i téměř všechny pražské vilové čtvrti. Novější analytický materiál města Prahy uvádí jako příklady zahradních předměstí Ořechovku, Spořilov, Zahradní Město, Hanspaulku a Barrandov, zmiňována bývá též dejvická Baba či Baťův Zlín, z novodobějších realizací pak Dolní Břežany u Prahy.
Ke koncepci zahradních měst se hlásil i zakladatel a propagátor eubiotiky, prof. MUDr. Stanislav Růžička.